# Nagynyíres község
Nagynyíres község (románul: Comuna Mireșu Mare) község Máramaros megyében, Romániában. Központja Nagynyíres, beosztott falvai Dánfalva, Gyökeres, Jeder, Jávorfalu, Szamoslukácsi, Szamostölgyes.

## Népessége
A 2011-es népszámlálás adatai alapján a község népessége 4766 fő volt.